# Faro de Fuencaliente
Der Faro de Fuencaliente ist ein Leuchtturm an der Südküste der zu Spanien gehörigen Kanarischen Insel La Palma in der Gemeinde Fuencaliente. Er befindet sich am Fuß der Cumbre Vieja direkt an den Salinen von Fuencaliente und damit etwa neun Kilometer südlich des Dorfes Los Canarios. Der Turm wird von der Autoridad Portuaria de S/C de Tenerife (Hafenbehörde für die Provinz Santa Cruz de Tenerife) betrieben.

## Alter Turm
Der alte Turm ist ein rechteckiges, eingeschossiges Leuchtturmwärterhaus mit einem etwa zwölf Meter hohen Turm. Die Lichtkuppel befindet sich in etwa in zehn Meter Höhe auf der seewärtigen Seite. Das Gebäude wurde in den Jahren 1882 bis 1898 aus Steinen aus dem Ort Arucas auf der Insel Gran Canaria erbaut. Der Turm wurde im Jahr 1903 als Navigationshilfe für die Küstenschifffahrt an der Südküste der Insel eröffnet. Er ist eine größere Variante des Turmes Faro de Punta Abona, der sich auf der Insel Teneriffa befindet. Bei den Erdbeben der Jahre 1949 und 1971 wurde das Gebäude so stark beschädigt, dass der Leuchtturmwärter nicht mehr hier wohnen konnte. Der Betrieb wurde automatisiert und die Wartung erfolgte lediglich alle zwei Tage. Seit 1985 ist der Leuchtturm nicht mehr als solcher in Betrieb. Das Gebäude wurde im Jahr 2006 renoviert und dient heute als Informationszentrum des Meeresschutzgebiets der Insel La Palma (Centro de Interpretación de la Reserva Marina de la Isla de La Palma) und als Meeresmuseum (Museo del Mar).

## Neuer Turm
Im Jahr 1985 wurde der neue Turm, direkt neben dem alten Turm, in Betrieb genommen. Es handelt sich um einen zylindrischen, 24 Meter hohen Turm aus Beton. Der weiße Turm besitzt zwei rote Bänder. Die Feuerhöhe beträgt 36 Meter. Das Licht hat eine Tragweite von 14 Seemeilen.
Der Turm steht auf einer kleinen Klippe direkt am Atlantischen Ozean, etwa zehn Meter über dem Meeresspiegel und ist über einen kleinen Zubringer von der Hauptstraße LP-207 aus zu erreichen. Er ist unter der internationalen Nummer D-2850 sowie der nationalen Kennung 13030 registriert.
Der neue Turm ist einer von vier betriebsbereiten Leuchttürmen auf der Insel La Palma: Im Norden befindet sich der Faro de Punta Cumplida, im Osten der Faro de Arenas Blancas und im Westen der Faro de Punta Lava.

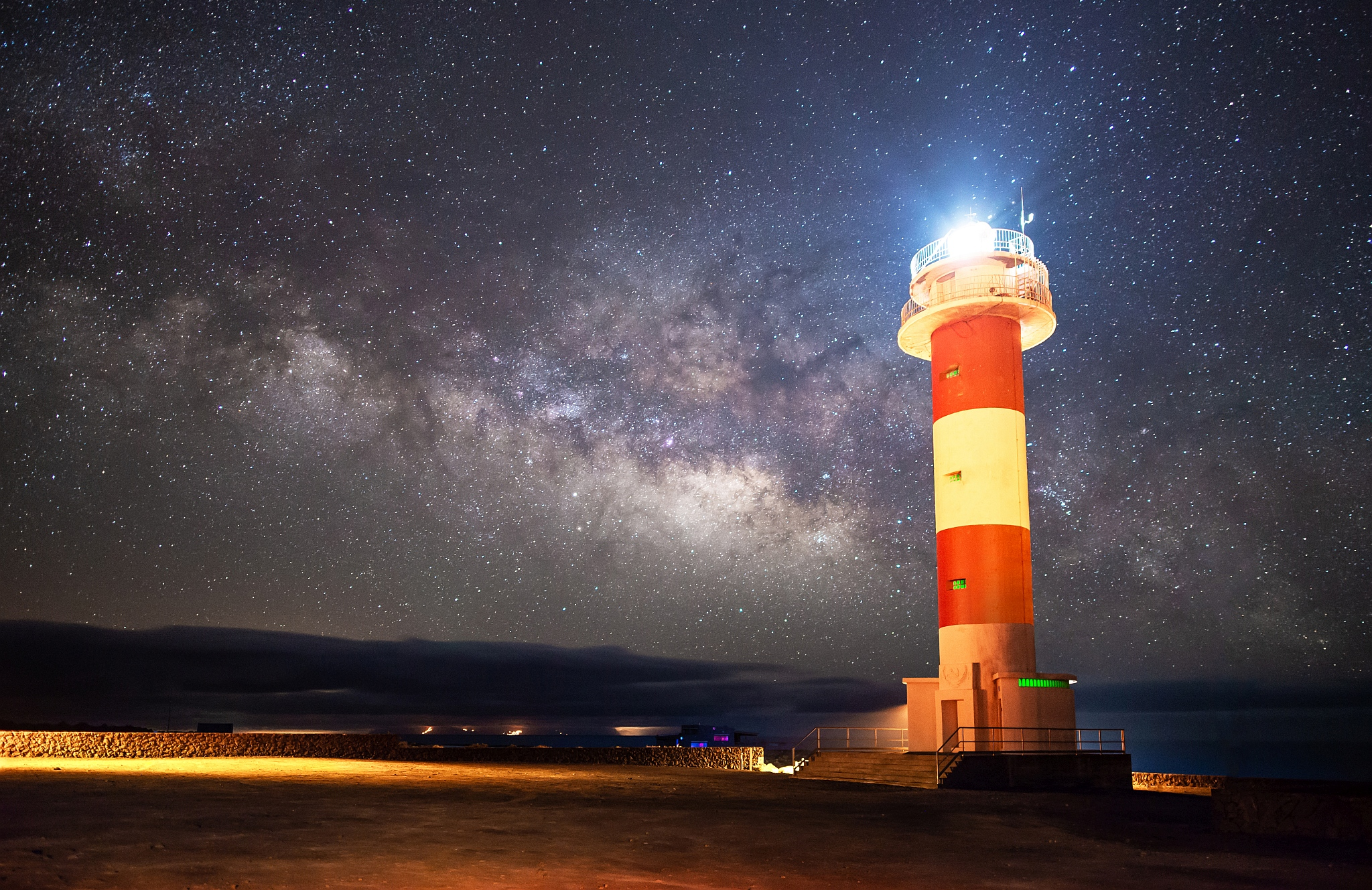
Faro de Fuencaliente, neuer Turm bei Nacht

## Gedenkstätte
Neben dem alten Turm wurde im Oktober 2014 ein Denkmal errichtet, das an die Vierzig Märtyrer von Brasilien erinnert. Dabei handelt es sich um ein Steinkreuz mit einer Tafel der Namen der Märtyrer. Etwas westlich des Turms wurden 1971 von der Inselregierung 40 Betonkreuze am Ort des Martyriums auf dem Meeresboden aufgestellt. Diese Stelle befindet sich in etwa 20 Metern Tiefe und ist heute ein beliebtes Tauchgebiet.

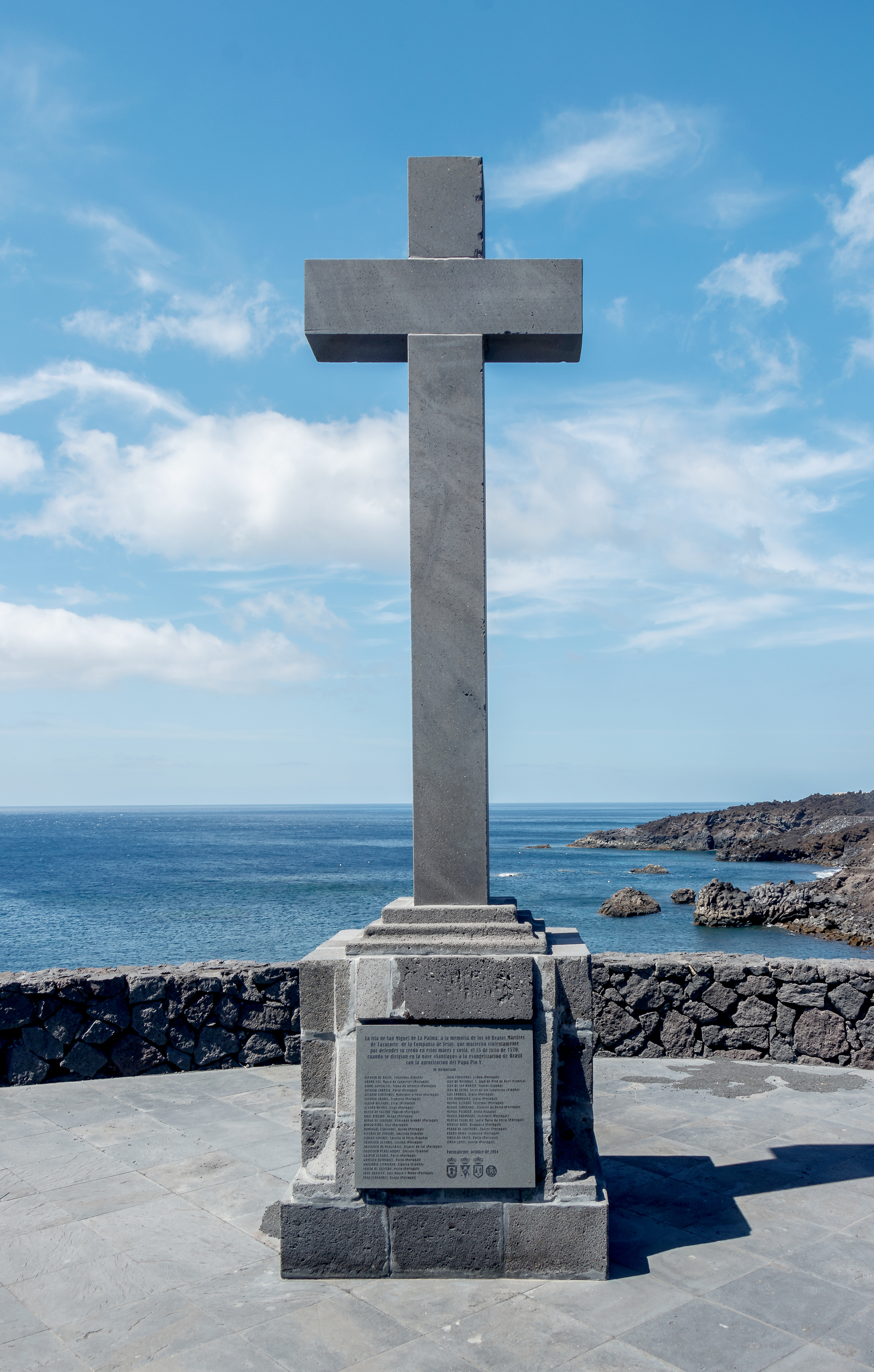
Gedenkstätte "A los Jesuitas"
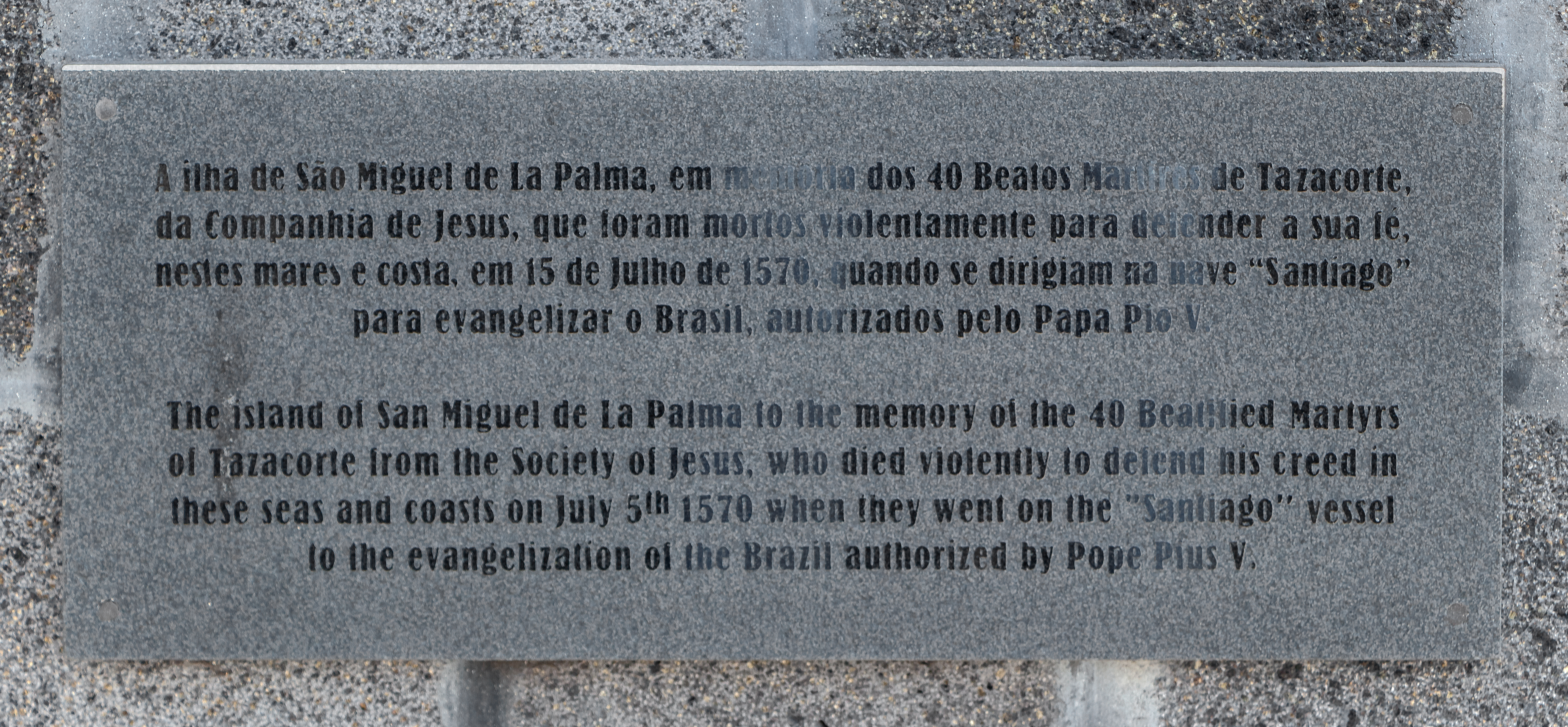
Tafel auf der Westseite
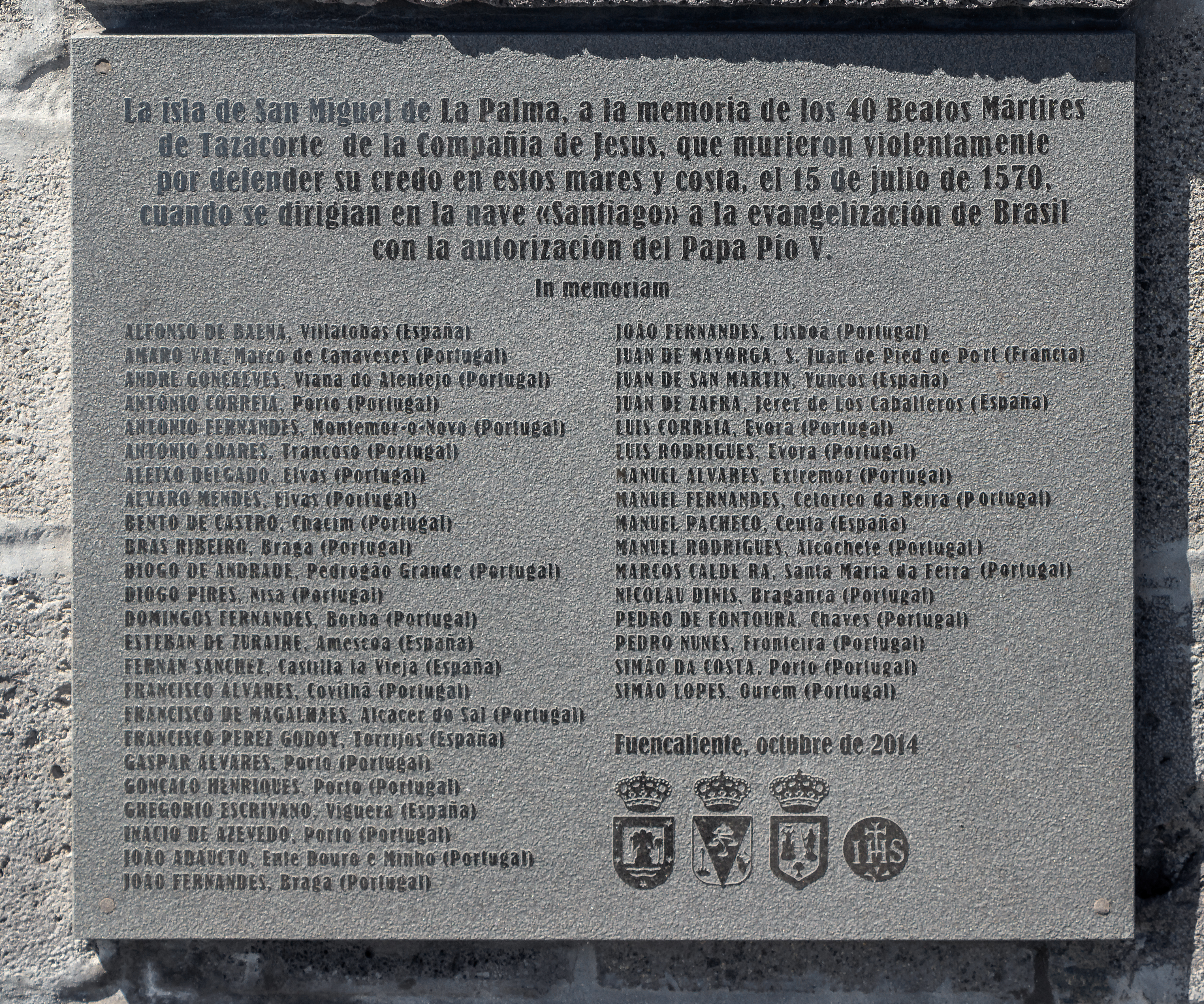
Tafel auf der Ostseite